# Utrecht (provincia)

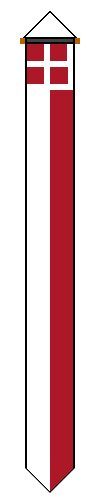
Gonfalone della provincia

La provincia di Utrecht (pronuncia corrente in italiano [ˈutrekt] o [ˈutrext]; in olandese /ˈyːtrɛxt/ ) è la più piccola delle province dei Paesi Bassi, situata al centro del Paese. Confina con il Flevoland e l'IJsselmeer a nord, la Gheldria ad est, il fiume Reno a sud, l'Olanda Meridionale ad ovest e l'Olanda Settentrionale a nord-ovest.
Importanti città sono il capoluogo Utrecht e Amersfoort, seguite da Veenendaal, Zeist e Nieuwegein.

## Storia
Nel Medioevo gran parte dell'area dell'attuale provincia era governata dal vescovo di Utrecht. Il vescovado venne fondato nel 722 da Willibrord. Tra Utrecht e le contee e i ducati confinanti di Olanda, Gheldria e Brabante furono combatture numerose guerre.
Nel 1527 il vescovo di Utrecht vendette il potere secolare sui suoi territori all'Imperatore Carlo V, che già possedeva le altre province olandesi. Il governo degli Asburgo non durò per molto, poiché Utrecht si unì alla rivolta delle Province Unite contro il figlio di Carlo, Filippo II di Spagna, nel 1579.

## Geografia fisica
Nella parte est della provincia si trovano le Utrechtse Heuvelrug, una catena di colline moreniche lasciate da lingue di ghiaccio dopo la glaciazione che precedette l'ultima era glaciale. A causa della scarsità di nutrienti nel terreno sabbioso, gran parte del paesaggio in precedenza incolto è stato piantumato con pini. Il sud presenta un paesaggio fluviale. L'ovest consiste principalmente di prati. A nord si trovano grandi laghi formatisi da pantani che hanno scavato la torba dopo l'ultima era glaciale.